# Dominique Cina
Dominique Cina (* 25. Februar 1962) ist ein ehemaliger Schweizer Fussballspieler.

## Karriere

### Vereine
Seine Juniorenzeit verbrachte Dominique Cina beim FC Sion.
In der Saison 1979/80 gab er sein Debüt beim FC Sion in der damaligen Nationalliga A. Er spielte zwischen 1979 und 1990 elf Jahre für die erste Mannschaft des FC Sion, mit dem er in den Jahren 1980, 1982 und 1986 dreimal den Schweizer Cup gewann. In der Saison 1984/85 wurde Cina mit 24 Toren Torschützenkönig der Nationalliga A. Für den FC Sion absolvierte er 202 Meisterschaftsspiele und schoss dabei 102 Tore.
Er wechselte im Sommer 1990 für zwei Jahre zum FC Wettingen. Danach spielte Cina noch je ein Jahr für den FC Lausanne-Sport und den FC Fribourg, bevor er im Sommer 1993 seine Karriere beendete.

### Nationalmannschaft
Cina absolvierte zwischen 1984 und 1987 14 Länderspiele für die Schweizer Nationalmannschaft.

## Erfolge
- Schweizer Cupsieger: 1980, 1982, 1986 mit dem FC Sion
- Torschützenkönig der Nationalliga A: 1984/85 (24 Tore) beim FC Sion